# Лау Мюлдер
Лау Мюлдер (нід. Lau Mulder, 7 липня 1927 — 29 січня 2006) — нідерландський хокеїст на траві.
Срібний призер Олімпійських Ігор 1952 року.